# John Mandic
John Joseph Mandic (Los Angeles, 3 ottobre 1919 – Portland, 22 giugno 2003) è stato un cestista statunitense, professionista nella NBL, nella BAA e nella NBA.

## Carriera
Venne selezionato dai Washington Capitols nel Draft BAA 1947.